# Проституция в Древней Греции
Проституция являлась частью повседневной жизни древних греков архаического периода. В крупнейших греческих городах и особенно в портах в ней была занята значительная часть населения и она занимала значительную долю в структуре экономической деятельности. Она не была нелегальной, горожане не осуждали существование публичных домов, и они существовали на самом видном месте.
Легендарному законодателю Солону приписывают создание в Афинах государственных публичных домов («диктерионов») с регулируемыми ценами. Представители разных полов по-разному были вовлечены в проституцию: проститутками были как женщины всех возрастов, так и молодые мужчины, но клиентами преимущественно были только мужчины.

## Женская проституция
Псевдо-Демосфен в IV веке до н. э. провозгласил перед собранием граждан:
Гетер мы заводим ради наслаждения, наложниц — ради ежедневных телесных потребностей, тогда как жён мы берём ради того, чтобы иметь от них законных детей, а также для того, чтобы иметь в доме верного стража своего имущества.Пер. В.Г. Боруховича
 Таким образом, как видно, что греки не испытывали угрызений совести по поводу общения с гетерами (проститутками).
В то же время имелись достаточно жестокие законы, осуждающие отношения вне брака со свободной замужней женщиной — в случае супружеской измены обиженный муж имел право убить обидчика. То же самое относилось и к попытке изнасилования. Так как средний возраст вступления в брак для мужчин составлял 30 лет, то для молодых афинян не оставалось другого выбора, если он хотел иметь сексуальные отношения, кроме как обратиться к услугам рабынь или проституток.

О существовании проституток-женщин для женской клиентуры имеется очень мало документов. В Пире Платона Аристофан в своей знаменитой истории о любви, согласно которой мужчины и женщины были изначально созданы путём рассечения напополам двуглавого человека с восемью конечностями, упоминает о hetairistriai (др.-греч. ἑταιρίστριαι). По его мнению,
Женщины же, представляющие собой половинку прежней женщины, к мужчинам не очень расположены, их больше привлекают женщины, и лесбиянки принадлежат именно к этой породе.
 Можно предположить, что эта цитата касается и проституток для клиентов-лесбиянок. Лукиан упоминает об этом в своих Диалогах гетер (др.-греч. Ἑταιρικοὶ Διάλογοι), но вполне возможно, что он просто намекает на отрывок из Платона.

### Порнаи
Древнегреческие проститутки были разделены на несколько категорий. На самом дне лестницы находились порнаи (блудницы, др.-греч. πόρναι). Как следует из этимологии (слово πέρνημι означает «продать»), к ним относились рабыни, принадлежавшие сутенерам (др.-греч. πορνοβοσκός), которые получали часть доходов. Сутенёр мог быть гражданином, для которого такой род деятельности являлся таким же источником дохода, как и любой другой. Теофраст в своих «Характерах» упоминает сутенеров следующими после владельцев гостиниц и сборщиков налогов в списке профессий. Сутенёр мог быть также иностранцем или иностранкой (метэки).

В классическую эпоху Древней Греции порнаи были рабынями варварского происхождения. Начиная с эллинистической эпохи среди них стали встречаться и молодые девушки, от которых отказались их отцы, свободные граждане. Они рассматривались как рабыни, пока не доказывалось обратное. Скорее всего, это было достаточно распространенным явлением. Так, например, Климент Александрийский, живший во втором веке, предупреждал тех, кто часто посещал проституток, о риске кровосмешения: 
Как много отцов, забыв, что они оставили детей, не знают, что имеют половые контакты со своим сыном, который стал проституткой или с дочерью, ставшей блудницей…
Порнаи, как правило, работали в публичных домах, расположенных в районах «красных фонарей». Наибольшее количество таких борделей имелось в Пиреи (порт Афин) и в афинском районе Керамик. Чаще всего эти заведения посещали матросы и бедные граждане. К этой же категории принадлежали и афинские девушки из публичных домов, которые находились под контролем государства.

Согласно Афинею из Навкратиса, который цитирует комедиографа Филемона и историка Никандра из Колофона, Солон
… в целях сдерживания гнева молодых людей, (...) инициировал открытие публичных домов, в которых можно было бы купить молодых женщин…

Поэт Филемон, проникнутый сознанием полезности такого института, говорит следующее об афинских диктерионах:
О Солон, ты был истинным благодетелем рода человеческого, так как, говорят, ты первый подумал о том, что так важно для народа или вернее для спасения народа. Да, я говорю это с полным убеждением, когда вижу многочисленную молодежь нашего города, которая под влиянием своего жгучего темперамента стала бы предаваться непозволительным излишествам. Вот для чего ты купил женщин и поместил их в такие места, где они имеют все необходимое и доступны всем тем, кто в них нуждается.
Как подчёркивает оратор, бордели Солона сделали сексуальное удовлетворение доступным для всех, независимо от дохода. Кроме того, на налоги, собранные с публичных домов, был построен храм Афродиты Пандемос (буквально «Всенародной Афродиты»). Хотя историческая достоверность этой истории сомнительна, тем не менее, представляется очевидным, что афиняне рассматривали проституцию как неотъемлемую часть демократии. Что касается цен, есть множество указаний на цену в один обол за услуги дешевых проституток. Трудно оценить, было ли это фактическая цена или пресловутая фраза, которая стала синонимом значения «недорогой».

### Свободные проститутки
Ступенькой выше среди проституток были бывшие рабыни, получившие свободу. Их положение было ближе к статусу гетер. Кроме непосредственной демонстрации клиентам своих прелестей, они прибегали к «рекламным» трюкам. Так, сохранились сандалии, которые при ходьбе оставляли на земле надпись: «Следуй за мной» (др.-греч. ΑΚΟΛΟΥΘΙ). Также они активно использовали яркий макияж, о чём, в частности, упоминает Эвбол.
В этой категории проститутки имели различное происхождение: иностранки, которые не смогли найти другую работу в полисе, бедные вдовы, бывшие порнаи, которым удалось выкупиться из рабства (часто в кредит). В Афинах они были обязаны зарегистрироваться в городе и платить налоги. Благодаря своему ремеслу некоторые из них сумели разбогатеть. В Копте (в Копте пересекались дорога в Александрию с дорогой через пустыню к порту Береника на Красном море) в Римском Египте, в I веке н. э. дорожная пошлина для проституток составляла 108 драхм, в отличие от 20 драхм с остальных женщин. Цены на их услуги трудно оценить: они значительно различаются. В IV веке до н. э. Феопомп указывает, что проститутки требуют статер (четыре драхмы). В то время как в I веке до н. э. эпикурейский философ Филодем из Гадары упоминает о системе подписки, при которой десять визитов стоит пять драхм.
Во II веке нашей эры, в Диалоге гетер Лукиана, проститутка Ампели рассматривает пять драхм за посещение, как посредственную цену. В том же тексте упоминается, что девушка может попросить мину, что равнялось ста драхмам или даже две мины, если клиент показался ей сомнительным. Молодые и красивые проститутки могли называть более высокую цену по сравнению со своими более старшими коллегами — хотя иллюстрации на керамике показывают, что существовал отдельный рынок, на котором предлагались более зрелые женщины. Цена менялась, если клиент требовал эксклюзивности. Существовали и соглашения о партнёрстве: несколько друзей могли купить эксклюзивные права на проститутку, каждый из них имел право на свою долю времени.
В эту категорию также, по всей видимости, попадают музыканты и танцоры, работающие на мужских банкетах. Аристотель, в своей Афинской политии упоминает среди других руководителей города десять астиномов др.-греч. ἀστυνόμοι (пять внутри города и пять из Пирея), отвечающих за то, чтобы «девочки, играющие на флейтах, арфах и лирах не получали более двух драхм за вечер». Вполне возможно, что секс был неотъемлемой частью их услуг. Несмотря на усилия астиномов, цены на услуги девочек-музыкантов постоянно имели тенденцию к увеличению.

### Гетеры
Гетеры были на вершине иерархии. В отличие от более низших категорий проституток, их услуги не ограничивались сексуальным характером и не были одноразовыми. Буквально гетера (др.-греч. ἑταίρα) означает «спутница». Как правило, они имели хорошее образование и были в состоянии принимать участие в разговорах образованных людей, например, во время пира. Во многом они сопоставимы с японскими гейшами. Они одни среди всех греческих женщин, за исключением жительниц Спарты, были независимы и могли управлять своими собственными делами. Гетера получала пожертвования от некоторых из своих «товарищей» (hetairoi) или «друзей» (philoi), которые обеспечивали её содержание и которым она предоставляла свои услуги. Чаще всего они были иностранками (метэки), как Аспазия, родом из Милета, или Неэра, родом из Коринфа.
Аспазия, любовница Перикла, была одной из самых известных женщин в V веке до н. э. Родом из Милета она занимала статус метэкии в Афинах и обратила на себя внимание Софокла, Фидия, Сократа и его учеников. По словам Плутарха,
она управляла наиболее выдающимися государственными деятелями и обратила на себя внимание философа, которого нельзя назвать слабым или незначительным
.
Сохранились известными имена некоторых гетер. В классическую эпоху известна Феодота, спутница Алкивиада, с которой Сократ дискутирует в «Воспоминаниях о Сократе» Ксенофонта. Известна Неэра, которая была предметом знаменитой речи псевдо-Демосфена; Фрина, ставшая моделью для статуи Афродиты Книдской работы Праксителя, которая была не только его любовницей, но и спутницей оратора Гиперида, который защищал её в суде от бесчестия; Леонион, любовница философа Эпикура и сама философ. В эллинистическую эпоху упоминается Питионика, любовница Гарпала, казначея Александра Великого и, наконец, Таис, которая сначала была любовницей самого Александра Великого, а затем Птолемея Первого.
Некоторые гетеры были чрезвычайно богаты. Ксенофонт описывает Феодоту в окружении рабов, богато одетую и живущую в роскошном доме. Некоторые из них стали знамениты благодаря экстравагантным расходам: так, египетская гетера Родопа была выкуплена из рабства братом древнегреческой поэтессы Сафо, за такую сказочную сумму, которая позволила построить пирамиду. Геродот не верит в эту историю, но описывает драгоценную эпиграфику, которая была построена в Дельфы. Цены на услуги гетер были разные, но они были значительно больше, чем на услуги других проституток: работа в комедии оплачивалась от 20 до 60 мин в зависимости от количества дней. Менандр упоминает гетер, зарабатывающих по три мина в день или больше (что соответствует заработку десяти порнаи за то же время). Если верить Авлу Геллиу, то гетера классической эпохи могла заработать за ночь до 10.000 драхм.
Иногда бывает трудно провести различие между обычными проститутками и гетерами. В обоих случаях женщина могла быть свободной или рабыней, независимой или работающей под опекой сутенёра. Складывается впечатление, что авторы иногда используют оба термина в одном и том же смысле. Некоторые исследователи даже поставили под вопрос реальное различие между гетерами и порнаи. Они пошли так далеко, чтобы считать термин «гетера» в известной мере обычным эвфемизмом.

### Религиозная проституция
Греция не знала религиозной проституции. Известны лишь редкие случае на окраинах греческого мира (Сицилия, Кипр, в Понтийском царстве в Каппадокии). В самой Греции исключением являлся город Коринф в римскую эпоху, где Страбон в Акрокоринфе насчитал более тысячи храмовых рабов — иеродул (др.-греч. ἱεροσοὐλος) и гетер, возведённых горожанами в честь богини, являвшейся основным источником городского дохода.

В 464 году до нашей эры человек по имени Ксенофонт из Коринфа, который выиграл состязание в беге и пятиборье на Олимпийских играх, в знак благодарности подарил в храм Афродиты сто молодых девушек. Нам известно об этом благодаря гимну Пиндара, который отмечает, что
... девушки очень дружелюбные, служанки Пейто и великолепного Коринфа
.
В то же время существование религиозной коринфской проституции было поставлено под сомнение. Есть мнение, что Страбон описывал не личные наблюдения, а придумал данные факты, основываясь на своём знании священной проституции на Ближнем Востоке. Было также отмечено, что ни одно строение на Акрокоринфе не позволяло вместить в себя такое количество человек и термин «гиеродула» может быть не связан с проституцией. Вместе с тем имеются возражения, что эта позиция игнорирует свидетельство Пиндара, а описание Страбона не соответствуют ни описанию Геродота священной проституции в Вавилоне, ни описанию самого Страбона этого явления в Армении и Египте.

### Спарта
Из всех греческих городов только Спарта была известна отсутствием проституции. Плутарх объясняет это отсутствием драгоценных металлов в качестве денег — спартанские монеты делались из железа и не принимались в других городах. Таким образом, сутенеры не были заинтересованы в ведении дел в Спарте. В самом деле, не имеется никаких данных, свидетельствующих о наличии проституции в Спарте в архаический или классический период. Единственным источником, говорящим о возможности проституции в Спарте, является ваза VI века до нашей эры, на которой изображены женщины, играющие на авлосе в зале среди мужчин. Однако, скорее всего, это не описание реальной спартанской жизни того времени, а простая иконографическая картинка. Наличие крылатых демонов, фруктов, растений и алтарь также указывают, что это, скорее всего, ритуальный пир, устроенный в честь божества плодородия, такого как Артемида или Аполлон.
В Спарте, однако, известны гетеры в классический период. Афиней упоминает гетеру, с которым Алкивиад провел ночь во время ссылки в Спарте (415—414 до н. э.). Начиная с III века до нашей эры по крайней мере, из-за большого количества иностранной валюты, циркулирующей в Лаконии, Спарта начинает подражать остальным греческим городам. Во время эллинистического периода Полемон из Илиона описывает портрет знаменитой гетеры Коттины. Он добавляет, что во время его поездки ему как курьез показали публичный дом, который стоял возле храма Диониса.

### Статус проституток
Социальные условия проституток оценить трудно. Не сохранилось прямых описаний об их жизни или об условиях труда в публичных домах. Вполне вероятно, что греческие публичные дома были похожи на римские, которые описаны многими авторами и сохранились в Помпеях — темные, узкие и зловонные места. Один из многочисленных греческих жаргонных терминов для обозначения проституток звучит как khamaitypếs (др.-греч. χαμαιτυπής), что буквально означает «упавшая на землю». Тем самым можно предположить, что половой акт осуществлялся прямо на земле.
Некоторые авторы описывают проституток: Лукиан в своем Диалоге гетер или Аклифрон в свою коллекцию писем, но эти работы недостаточно полны. Они описывают либо свободных проституток, либо гетер. Источники не описывают положение рабынь-проституток и рассматривают их лишь как источник прибыли.
По мнению греков, человек, который продавал себя за деньги, будь то мужчина или женщина, делал это из-за бедности и (или) желания сверхприбылей. Жадность проституток была частой темой шуток в комедиях. В Афинах проститутки были единственными женщинами, владеющими хорошими деньгами, что, вероятно, вызывало возмущение и зависть людей. Другое объяснение заключается в том, что карьера проститутки была короткой: молодая и красивая проститутка зарабатывала больше денег, чем её старшая, менее привлекательная коллега, и её доходы быстро заканчивались с течением времени. Для того чтобы обеспечить себя на старость, проститутка должна была заработать как можно больше денег за короткое время.
Медицинские трактаты позволяют составить представление о повседневной жизни проституток, но очень частичное и неполное. Для того чтобы продолжать приносить доход, рабыни-проститутки должны были избегать беременности любой ценой. Противозачаточные средства, используемые греками, не так хорошо известны, как у римлян. Тем не менее, в своём трактате Гиппократ подробно описывает случай танцовщицы, которая «имела привычку ходить с мужчинами». Он рекомендует ей «прыгать вверх и вниз, касаясь ягодиц пятками на каждом скачке», чтобы выбить сперму и тем самым избежать оплодотворения. Коринфские проститутки прибегали к более простому решению, предпочитая заниматься анальным сексом. Кроме того, представляется вероятным, что порнаи прибегали к аборту или детоубийству. В случае независимых проституток ситуация менее ясна: девочки могли быть обучены «профессии», сменить своих матерей и оказывать им поддержку в старости.
Греческая керамика также дает представление о повседневной жизни проституток. Их сюжеты в основном можно сгруппировать в четыре категории: сцены пиршества, сексуальные действия, сцены туалета и сцены, изображающие жестокое обращение. В сценах туалета проститутки часто изображаются с менее красивым телом: отвисшие груди, свисающая плоть и т. д. Существует килик, на котором изображена проститутка, мочащаяся в горшок. При изображении полового акта проститутка часто обозначалась с кошельком, тем самым подчеркивался финансовый характер отношений. Из поз наиболее часто изображались собачья поза или анальный секс, эти две позиции бывает трудно визуально отличить. Женщины часто изображались согнувшимися, положившими руки плашмя на землю. Анальный секс считался унижающим достоинство. Собачья поза считалась менее приятной для женщины, чем миссионерская. Наконец, на некоторых вазах изображены сцены насилия, где проституткам грозят палкой или сандалией, заставляя их совершать действия, которые греки рассматривали как унижающие достоинство: оральный или анальный секс, или одновременно оба.
Несмотря на то, что гетеры были наиболее свободными женщинами в Греции, многие из них стремились стать респектабельными и найти мужа или постоянного спутника. Неэра, известная благодаря обвинительной речи псевдо-Демосфена в суде, успела вырастить троих детей, прежде чем её прошлое гетеры возвращается к ней, Аспазия была наложницей или, возможно, супругой Перикла. Афиней отмечает, что «проститутки, которые стали женами, обычно более надежны, чем дамы, которые гордятся своей респектабельностью», и ссылается на многочисленных великих греческих мужчин, бывших детьми свободных граждан и проституток, таких как стратег Тимофей, сын Конона. Наконец, неизвестны примеры, когда бы женщина с правами гражданина добровольно бы становилась гетерой.

### Проститутки в литературе
В новой комедии проститутки точно так же, как рабы, стали ведущими фигурами в юмористических пьесах. Это произошло по нескольким причинам: в то время как старая комедия затрагивала в основном политические вопросы, новые комедии подчеркивали личные темы в повседневной жизни афинян. Кроме того, социальные условности запрещали знатным женщинам появляться на публике. Так как театральные сцены находились на открытом воздухе, то логично, что женщины, регулярно появляющиеся на улице, были проститутками.
В сюжете новой комедии, таким образом, часто используется образ проститутки. «До тех пор пока есть хитрый раб, жесткий отец, нечестный сутенер и ласковая проститутка, Менандр будет жить», — провозглашает Овидий в своём Amores. Проститутка могла быть подругой главного героя. В этом случае, свободная и добродетельная, она вынуждена заниматься проституцией, после того как её родители уехали или она была похищена пиратами. Опознанная своими родителями посредством безделушки, оставленной в колыбели, она становится свободной и выходит замуж. Проститутка часто появляется в качестве второстепенного персонажа: её отношения с главным героем могут создать дополнительную интригу в сюжете. Кроме того, Менандр в Dyskolos создаёт образ «проститутки с золотым сердцем», в отличие от традиционного образа жадной проститутки, что обеспечивает счастливое окончание представления.
Наоборот, в утопических представлениях греков нет места для проституток. В Ассамблее женщин героиня Праксагора предлагает запретить их в идеальном городе. Платон, в Государстве, запрещает коринфских проституток. Киник Кратет Фиванский в эллинистический период описывает утопический город, где, по примеру Платона, проститутки также изгнаны.